# Perlesta spatulata
Perlesta spatulata är en bäcksländeart som beskrevs av Wu, C.F. 1938. Perlesta spatulata ingår i släktet Perlesta och familjen jättebäcksländor. Inga underarter finns listade i Catalogue of Life.